# Hermes Volley Oostende in het seizoen 2017-18
Dit artikel beschrijft de Belgische volleybalploeg Hermes Volley Oostende in het seizoen 2017-2018 in de Liga Dames.

## Team 2017-18
Trainer / coach: Frederik De Veylder
| #  | Nat.       | Name                |
| -- | ---------- | ------------------- |
| 1  | Nederland  | Fanny Lafeber       |
| 2  | België     | Lien Moijson        |
| 3  | België     | Delphine De Winne   |
| 4  | België     | Nina Coolman        |
| 5  | België     | Sofie Van Acker     |
| 6  | België     | Evi Van Der Sichel  |
| 7  | België     | Lise De Valkeneer   |
| 8  | België     | Eva Crispyn         |
| 9  | België     | Daryl Roels         |
| 10 | Oostenrijk | Anna Maria Bajde    |
| 11 | België     | Zita Huybens        |
| 13 | België     | Bente Daniëls       |
| 16 | België     | Megan Vanden Berghe |